# Udo Steinberg
Udo Steinberg (* 13. Juni 1877 in Berlin; † 25. Dezember 1919 in Madrid) war ein deutscher Ingenieur, Sportler und Sportfunktionär. 1902 schoss er als Spieler des FC Barcelona die ersten zwei Tore gegen Real Madrid – er ist damit der erste Torschütze des El Clásico. Steinberg betätigte sich u. a. in den Sportarten Fußball, Leichtathletik, Cricket, Tennis, Radsport, Boxen und alpinen Disziplinen, darüber hinaus wirkte er als Sportredakteur.

## Ausbildung und Beruf
Udo Steinberg wurde als zweiter Sohn von insgesamt sechs Kindern von Eugen Oscar Steinberg und seiner Ehefrau Pauline Elise Cäcilie, geb. Werle am 13. Juni 1877 in Berlin geboren. Seine Familie zog 1882 nach Chemnitz. Udo Steinberg besuchte dort von 1883 bis 1886 die Volksschule und von 1886 bis 1888 das Königliche Gymnasium zu Chemnitz. Die Familie übersiedelte nach Berlin. Sein Vater verstarb 1889 in Italien. Udo Steinberg besuchte nun in Berlin das Friedrich-Wilhelms-Gymnasium bis zur Untersekunda mit dem Abschluss für den Einjährig-Freiwilligen-Dienst, absolvierte eine Lehre in der mechanischen Werkstatt von Ferdinand Ernecke in Berlin und studierte von 1895 bis 1900 Elektrotechnik und Maschinenbau am Technikum Mittweida. Dieses Studium schloss er als Elektro- und Maschineningenieur ab. Vom Oktober 1897 bis April 1899 unterbrach er sein Studium, um in Berlin praktisch zu arbeiten.
In den Jahren 1900 bis 1901 leistete er den Einjährig-Freiwilligen-Dienst und verlegte seinen Wohnsitz nach Barcelona. Ab 1902 war Udo Steinberg Repräsentant deutscher Unternehmen der Elektrotechnik und des Maschinenbaus in Spanien und Portugal. 1904 gründete er ein Ingenieurbüro in Barcelona, ab 1910 wirkte er hier am Straßenbahnbau und im Umland mit. Im Februar 1913 verstarb seine Mutter in Berlin. Steinberg gründete im Jahre 1916 gemeinsam mit Paul Schröder eine Kommanditgesellschaft zum Bau und Vertrieb von Maschinen aller Art, die spätere „La Maquinista Hispania“.
Er besaß mehrere Patente in Spanien. Am 25. Dezember 1919 verstarb Udo Alfred Steinberg im Alter von 42 Jahren an Lungenentzündung und fand auf dem Friedhof „Cementerio Civil del Este“ in Madrid seine letzte Ruhestätte.

## Sport

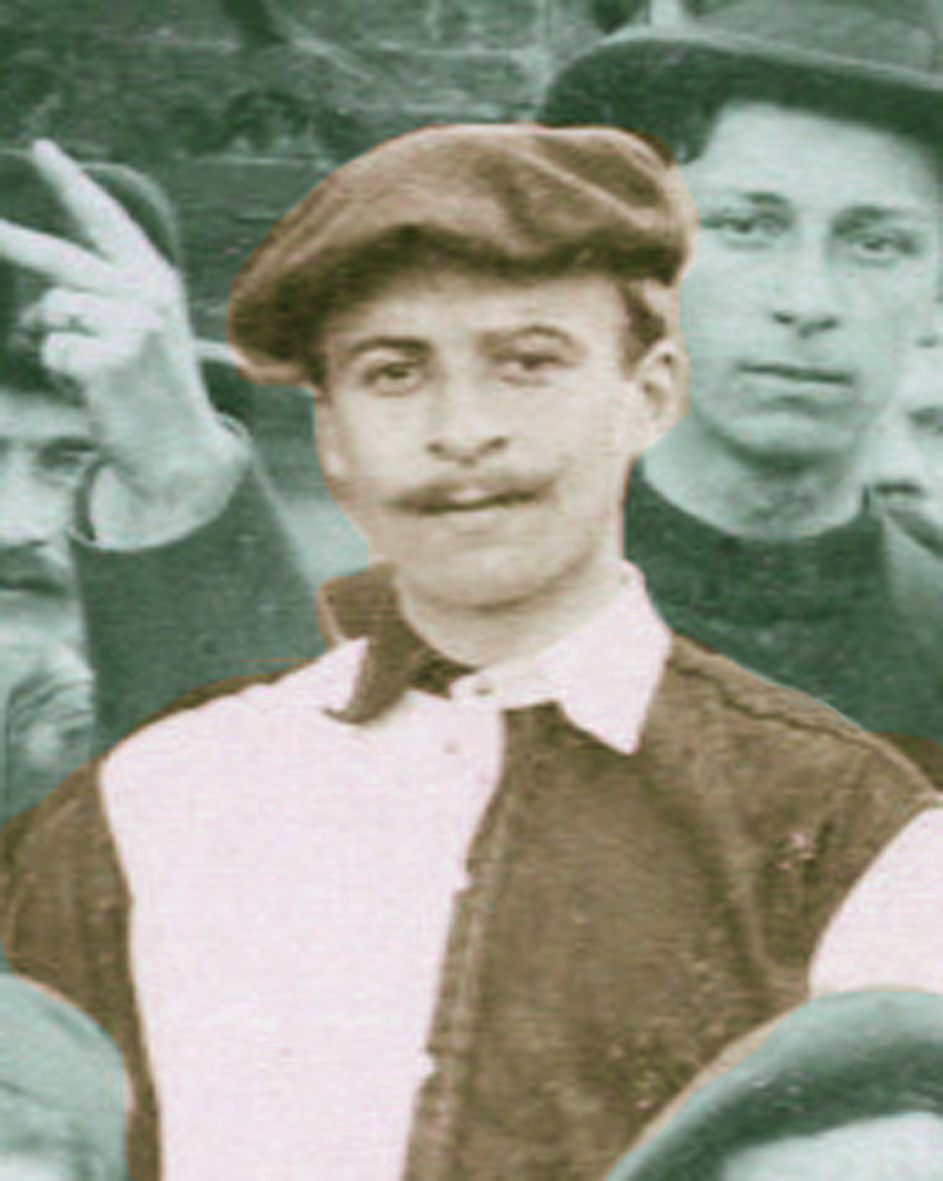
Udo Steinberg als Spieler des MBC im Jahr 1899

1893 war er Gründungsmitglied des Fußballclubs Brandenburg in Berlin, im Jahre 1896 Gründungsmitglied des Mittweidaer Ballspiel Clubs am Technikum Mittweida und 1899 Mitbegründer des Chemnitzer Sportclubs Britannia Chemnitz, aus dem später der CFC hervorging. Udo Steinberg war Delegierter dieses Clubs und des Mittweidaer Ballspielclubs zur Gründungsversammlung des Deutschen Fußball-Bunds im Restaurant „Zum Mariengarten“ in Leipzig am 28. Januar 1900.
Nach seiner Übersiedlung nach Spanien fand er vor allem Sportler aus Deutschland, England und der Schweiz, die in Barcelona lebten und sich u. a. im Sportverein Barcelona organisierten. Sie waren in verschiedenen Sparten, wie Tennis und Fußball aktiv. Hervorzuheben sind Steinbergs Beteiligungen an Vereinsgründungen, wie der des Sportvereins Barcelona und am Bau von Sportstätten. Von 1901 bis 1910 war Udo Steinberg aktiver Fußballspieler beim FC Barcelona.

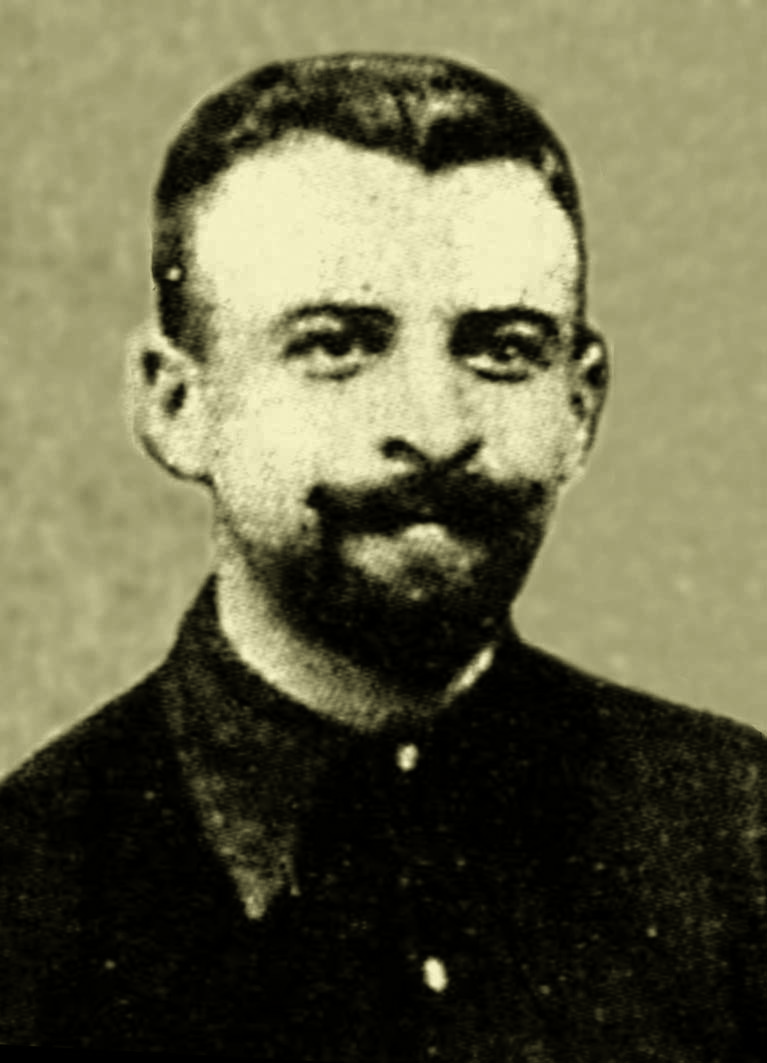
Udo Steinberg in Barcelona im Jahr 1902

1902 gründete er die Fußballschule des Vereins, dem Vorläufer der La Masia und leitete diese bis 1916. Er gilt damit als erster Trainer des FC Barcelona. Ab 1906 schrieb er als Redakteur für die Sportzeitung „El Mundo Deportivo“. Im gleichen Jahr übernahm er die Präsidentschaft des Verbandes der Fußballvereine Barcelonas, des späteren katalanischen Fußballverbandes. Neben seiner Leidenschaft für den Fußball begeisterte er sich ebenso für Leichtathletik, Cricket, Tennis, Radpolo (Gymkhana) sowie Hockey und fungierte als Kampf- und Schiedsrichter.

## Fußballspieler
Udo Steinberg spielte ab 1888 aktiv Fußball, anfangs in Berlin in der Schülervereinigung Hevellia, ab April 1893 in Fußballverein Brandenburg und nach dessen Zusammenschluss im Thor- und Fußballclub Britannia, heute Berliner SV 1892. In seiner Mittweidaer Zeit spielte Steinberg im Mittweidaer Ballspielclub und im FC Germania, heute SV Germania.
Am 13. Mai 1902 traf der FC Barcelona auf Real Madrid in der Copa de la Coronación, einem Turnier aus Anlass der Krönung des spanischen Königs Alfonso XIII. Dieser Wettbewerb fand in Spanien zum ersten Mal statt, der als die erste Copa del Rey in die Geschichte eingehen sollte. Steinberg schoss die ersten beiden Tore für die Katalanen, die 3:1 gewannen. Er wurde damit der erste Torschütze in dem als El Clásico bekannten Fußball-Dauerkampf dieser beiden Fußballklubs. Dank des Sieges zog der FC Barcelona ins Finale ein, in dem sie dann Vizcaya de Bilbao mit 1:2 unterlagen.
Nach diesem Turnier gewann der FC Barcelona den Wettbewerb der Copa Macaya. Steinberg galt zu dieser Zeit als der treffsicherste Stürmer des FC Barcelona mit mehr als 60 Toren. 1910 beendete er seine aktive Laufbahn als Stammspieler des FC aus beruflichen Gründen. Zwischen 1901 und 1910 schoss er in 39 Pflichtspielen für den FC Barcelona 37 Tore. Danach leitete er noch bis 1916 die Fußballschule des FC Barcelona.

## Wirken als Ingenieur
Seine berufliche Tätigkeit als Ingenieur begann Steinberg Ende November 1901 in Barcelona als Repräsentant für deutsche Elektro- und Maschinenbaufirmen in Spanien. Er betrieb gemeinsam mit dem Ingenieur Badia bis 1906 ein technisches Büro. Die beiden Ingenieure boten die komplette Einrichtung von Fabriken, Gas- und Elektrizitätswerken an, ebenso wie Studien und Etataufstellungen. Ab 1906 unterhielt Steinberg auch ein technisches Büro in Palma de Mallorca. Ein besonderes Verdienst erwarb er sich für den Einsatz von Kugellagern in Rädern für Fahrzeuge, wofür er ein Patent anmeldete. Weitere Patente besaß er zu Pressen und Mühlen sowie zur Elektrolyse und elektrischen Anschlüssen. Mit seinem technischen Büro war er am Bau von Straßenbahnen in und um Barcelona beteiligt, 1911 erfolgte die Einweihung der unter seiner Mitwirkung erbauten Linie von Barcelona nach Rabassada mit 7,8 km Länge. Mit seiner 1916 mit 28 Mitarbeitern gegründeten Firma „Udo Steinberg S. en. C.“ widmete er sich dem Bau und Vertrieb von Maschinen aller Art.